# Idaea detritaria
Idaea detritaria är en fjärilsart som beskrevs av Otto Staudinger 1897. Idaea detritaria ingår i släktet Idaea och familjen mätare. Inga underarter finns listade i Catalogue of Life.